# ياسين العياري (إعلامي)
ياسين العياري هو سياسي ومدون ومهندس شبكات وحماية إعلامية تونسي وعضو سابق بمجلس نواب الشعب. مؤسس أمل و عملنو نائب في مجلس النواب عن دائرة ألمانيا بين فبراير 2018 وأكتوبر 2019عن دائرة فرنسا بين 2019 إلى حدود انقلاب 25 يوليو 2021.

## النشأة
وُلد ياسين العياري للطاهر العياري المقدم بالجيش التونسي الذي قتل في أحداث الروحية في 18 مايو 2011. درس الإعلام في جامعة إسبري الخاصة.

## النشاط
ياسين العياري كاتب عام حركة سواعد وناشط في مجالات حرية الإنترنت ومكافحة رقابة الإنترنت والمصدر المفتوح. شارك مع عدد من المدونيين من بينهم لينا بن مهني في فعالية نهار على عمار لمكافحة حجب مواقع الإنترنت في 22 مايو 2010. وشارك رفقة سليم عمامو ومدونيين آخرين في مبادرة «كلمتهم» في 25 يوليو 2011 التي تهدف إلى إسماع صوت عائلات شهداء الثورة التونسية. تم إيقافه ثلاث مرات في عهد الرئيس التونسي السابق زين العابدين بن علي. ترشح لعضوية المجلس الوطني التأسيسي على رأس قائمة «شباب الأحرار» في زغوان.
عضو مؤسس بحركة أمل وعمل المستقلة ونائب عن دائرة ألمانيا حاليا وقد ترشح على رأس قائمة أمل وعمل المستقلة عن دائرة فرنسا 1 وفاز بمقعد في انتخابات 2019 حتى حل البرلمان في 30 مارس 2022 واتجاهه لمعارضة القرارات الرئاسية الصادرة عن الرئيس قيس سعيد.

## الجوائز
- بطل تونس في الشطرنج لمن هم دون 16 سنة.
- فائز ب«أولمبياد تونس الكبرى في الإعلامية»، 1995 و1996

## وصلات خارجية
- قناة ياسين العياري في فيميو